# Chamanthedon
Chamanthedon is een geslacht van vlinders uit de familie wespvlinders (Sesiidae), onderfamilie Sesiinae.
Chamanthedon is voor het eerst wetenschappelijk beschreven door Le Cerf in 1916. De typesoort is Chamanthedon hypochroma.

## Soorten
Chamanthedon omvat de volgende soorten:
- C. albicincta Hampson, 1919
- C. amorpha Hampson, 1919
- C. aurantiibasis (Rothschild, 1911)
- C. aurigera (Bryk, 1947)
- C. bicincta Arita & Gorbunov, 2000
- C. brillians (Beutenmüller, 1899)
- C. coreacola Matsumura, 1931
- C. critheis (Druce, 1899)
- C. chalypsa Hampson, 1919
- C. chrysopasta Hampson, 1919
- C. chrysostetha (Diakonoff, 1968)
- C. elymais (Druce, 1899)
- C. flavipes (Hampson, 1893)
- C. fulvipes (Hampson, 1910)
- C. gaudens (Rothschild, 1911)
- C. heliostoma Meyrick, 1926
- C. hilariformis (Walker, 1856)
- C. hypochroma Le Cerf, 1916
- C. leucocera Hampson, 1919
- C. leucopleura Hampson, 1919
- C. melanoptera Le Cerf, 1927
- C. ochracea (Walker, 1865)
- C. quinquecincta (Hampson, 1893)
- C. striata Gaede, 1929
- C. suisharyonis (Strand, 1917)
- C. tapeina Hampson, 1919
- C. tiresa (Druce, 1899)
- C. tropica (Beutenmüller, 1899)
- C. xanthopasta Hampson, 1919
- C. xanthopleura Le Cerf, 1916